# Louvatange-le-Petit-Mercey
Louvatange-le-Petit-Mercey era una comuna francesa que estaba situada en el departamento de Jura, de la región de Borgoña-Franco Condado. 

## Historia
De efímera existencia (de uno de enero de 1973 a 31 de diciembre de 1984) fue creada con la unión de las comunas de Le Petit-Mercey y Louvatange que posteriormente fueron reconstituidas siendo esta comuna suprimida.

## Demografía
| Gráfica de evolución demográfica de Louvatange-le-Petit-Mercey entre 1975 y 1982 |
|                                                                                  |

Los datos demográficos contemplados en este gráfico se han cogido de la página francesa EHESS/Cassini.